# Román Rozhévits
Roman Julievich Roshevitz (en ruso Роман Юльевич Рожевиц, Román Yúlievich Rozhevits) ( * 1882 - 1949 ) fue un botánico explorador y destacado agrostólogo ruso.
Su importante colección botánica se halla en el "  Instituto de Herbario de Plantas Industriales" N.I. Vavilov

## Algunas publicaciones
- 1947. Monographie of the genus Secale L.  Acta Instituti Bolanzci Academiae Scientiarum.
- La abreviatura «Roshev.» se emplea para indicar a Román Rozhévits como autoridad en la descripción y clasificación científica de los vegetales.[2]